# Ган-трак
Ган-трак или гантрак (англ. gun truck — вооружённый грузовик) — импровизированная боевая машина с установленным на ней вооружением и бронированием, изготавливались (вооружение и бронирование на ней, иногда даже сама эта импровизированная боевая машина) из доступных материалов.
Вооружённые и бронированные транспортные машины использовались для охраны автоколонн:
- израильтянами во время арабо-израильской войны 1947—1949 годов;
- подразделениями Армии США во время Вьетнамской войны в качестве средства обеспечения безопасности транспортных колонн в условиях частых нападений со стороны партизанских формирований. Ган-траки представляли собой транспортные автомобили, изменённые силами подразделений Транспортного корпуса США, действовавших во Вьетнаме;
- советскими войсками («зушки») во время Афганской войны 1979—1989 годов, федеральными вооружёнными силами во время операций в Чечне.

Термин «ган-трак» для этих машин не использовался, они имели иные наименования на национальных языках. Так, израильские импровизированные бронеавтомобили назывались «сэндвичи» или «бабочки», советские и российские вооружённые грузовики часто именуются «зушками», «афганскими САУ», «грузовиками огневой поддержки». Однако, в настоящее время термин «ган-трак» употребляется не только в отношении американских бронированных автомобилей; например, когда речь идёт о машинах российских вооружённых сил, можно встретить словосочетание «русский ган-трак». Известны и иные примеры создания импровизированных боевых машин на базе транспортных грузовиков, которые, однако, использовались не в качестве средства охраны автоколонн, а как замена бронемашин и танков специальной постройки.

## Конструкции

### Первая мировая война и 1920—1930-е годы
В 1916 году импровизированные бронеавтомобили на базе грузовиков использовались британскими военнослужащими и полицейскими во время подавления Пасхального восстания в Дублине.
Бронированные грузовики создавались и использовались в начальный период войны в Испании.

### Вторая мировая война
Во время Гражданской войны в Испании республиканские формирования в большом количестве использовали кустарные броневики (тизнаос) на основе грузовиков, автобусов, тракторов и легковых автомобилей.
Спешно вооружённые в 1940 году для отражения предполагавшегося вторжения немецких войск грузовики Королевских ВВС и ополчения назывались «броненосцами» (англ. Armadillo) и использовались до 1942 года. Были построены даже «мобильные доты» «Бизон», защищённые бетоном.
Летом 1941 года на Ижорском заводе в Ленинграде для защиты города частично бронировались «полуторки» ГАЗ-АА, а в начале 1945 года на базе Ford AA датские бойцы Сопротивления в единичном экземпляре создали бронеавтомобиль V3.
В нацистской Германии, в середине войны на полугусеничный броневой транспортёр Sdkfz 251 стали устанавливать Pak-40, и на полугусеничный американский M3 североамериканцы также стали устанавливать различные орудия, так появились M3, T48 и так далее, это делали и в Советском Союзе, используя 57-мм орудие.
- Испанский тизнаос на основе автобуса. Мадрид, 1936
- Английский «мобильный дот» Бизон в Бовингтонском танковом музее[англ.]
- Эрзац-бронеавтомобиль V3 датского Сопротивления

### Война в Индокитае (1945—1954)
Некоторое количество бронированных грузовиков с установленным вооружением применялось французской армией и Иностранным легионом в ходе войны в Индокитае (1945—1954)

### Арабо-израильская война 1947—1949 гг. Израильские бронемашины
В начале арабо-израильской войны 1947—1949 годов арабы не достигли значительных успехов в атаках на еврейские поселения и кварталы, и избрали тактику нападений на коммуникации, соединяющие еврейские населённые пункты, основным объектом нападения был транспорт на дорогах. В ответ на это израильтяне стали практиковать движение автотранспорта между поселениями в конвоях: колонну сопровождали пикапы с членами «нотрим», которые были вооружены стрелковым оружием.
Однако вскоре такое охранение оказалось недостаточным: арабы плотным огнём и минами выводили из строя машины с «нотрим», после чего без помех уничтожали автомобили конвоя. Для эффективного противодействия нападениям требовались бронированные машины.
Несколько небольших израильских заводов начали производство импровизированных бронемашин в конце 1947 года и на 27 января 1948 года в действии находилось 23 броневика.
Были установлены требования к стандартному грузовику для бронирования — им должен был быть двухосный полноприводный грузовик Ford F-60S, грузоподъёмностью 3 тонны. На практике в бронемашины переделывались грузовики и других марок, более того в ряде случаев использовались неполноприводные модели (4×2), а также шасси пятитонных грузовиков.
Израильтяне не располагали фабричной бронёй, что заставляло искать ей замену. Вес сплошных железных листов, способных обеспечить защиту от огня стрелкового оружия, был чрезмерным и существенно превышал грузоподъёмность машины. Выход был найден в использовании слоёной брони: между двумя листами железа толщиной 5 мм располагалась прослойка из буковых досок толщиной около 50 мм. Такая броня получила название «сэндвич», которое стало употребляться и в отношении самих машин.
«Сэндвичи», как правило, не имели вооружения на турелях и в башнях, огонь вёлся из ручного стрелкового оружия через бойницы в бортах. Первоначально броневики не имели крыши, что делало их уязвимыми от огня сверху и от ручных гранат, забрасываемых в машину через борт. Поэтому вскоре «сэндвичи» стали получать двух- или четырёхскатную крышу, сплошную, из металлической сетки или тканевую; с такой крыши граната скатывалась и взрывалась в стороне, не причиняя ущерба. Для метания гранат экипажем «сэндвича» предусматривалось два люка, которые открывались вверх вдоль гребня. Откинутые люки придавали машине характерный вид, за который импровизированные бронеавтомобили получил другое своё название — «бабочки».
Машины описанной выше конструкции применялись для охраны конвоев, в то же время изменяющийся характер арабо-израильского противостояния требовал бронетранспортёров, разведывательных и ударных бронеавтомобилей, в качестве которых использовать классические «сэндвичи» было невозможно, и с мая 1948 года их производство было прекращено. Строившиеся в дальнейшем израильские импровизированные бронетранспортёры и ударные бронемашины имели другую конструкцию, более похожую на конструкцию боевых машин специальной постройки, с вооружением в башнях или на турелях, при их изготовлении использовалась броневые листы заводского производства.

### Сальвадор
Работы по созданию бронированных машин для правительственной армии Сальвадора были начаты в 1968 году. В 1968—1969 годы на шасси 2,5-тонных армейских грузовиков REO M35 в центральных механических и авторемонтных мастерских армии Сальвадора («Maestranza») было построено 12 бронемашин «Rayo», которые летом 1969 года использовались в ходе «100-часовой» войны с Гондурасом. Опыт, полученный при проектировании и производстве броневиков «Rayo» учитывался в дальнейшем. Только в 1978—1985 годы в стране было выпущено свыше 130, или даже около 150 бронемашин — в основном, на шасси грузовиков («Magirus», MAN 630, 2-тонных «Unimog», 2,5-тонных M35, 5-тонных «Ford» и «General Motors», 7-тонных Magirus-Deutz 7-ton «Jupiter»), хотя несколько были изготовлены на шасси джипов (CJ-8, «Cherokee Chief» и др.). Они использовались правительственной армией, Национальной гвардией, полицией и частными охранными формированиями в ходе гражданской войны 1979—1992 годов.

### Война в Афганистане (1979—1989)
Вскоре после начала боевых действий в Афганистане советские войска столкнулись с проблемой нападений на автоколонны со стороны афганских моджахедов. Это, безусловно, вызвало стремление в той или иной мере повысить защищенность экипажей транспортных машин. Для бронирования автомобилей, в первую очередь для бронирования кабин экипажа стали применяться бронелисты, снятые с подбитой лёгкой техники, был популярен способ защиты водителя при помощи бронежилетов, которые навешивались на двери. Помимо этого существовали комплекты для бронирования кабин грузовых автомобилей, выпускавшиеся серийно, промышленными предприятиями. Вошли в обиход и грузовики с установленным на них вооружением: весьма часто практиковалась установка 23-мм спаренной зенитной установки ЗУ-23-2 в кузова автомобилей ГАЗ-66, Урал-375, КамАЗ-4310 и иных, вплоть до неполноприводных ЗИЛ-130. Можно было увидеть грузовики КамАЗ и «Урал» с установленными в кузовах боевыми отделениями ранее подбитых бронированных машин с башенными установками пулемётов: 7,62-мм ПКТ или 14,5-мм КПВТ.
Импровизированная боевая техника использовалась преимущественно при проводке караванов, как средство усиления, аналогично тому, как использовались «сэндвичи» в Израиле и американские ган-траки. Однако известно применение вооружённых грузовиков, «Уралов», вооружённых 14,5-мм пулемётом Владимирова или установкой ЗУ-23-2, защищенных при помощи бронежилетов и мешков с песком, в операциях спецназа по активному поиску и уничтожению караванов моджахедов, перевозящих оружие и боеприпасы.

### Приднестровье
В ходе войны в Приднестровье по меньшей мере один ган-трак на базе самосвала «КрАЗ» использовался силами ПМР

### Россия
Практика использования вооружённых грузовиков практически без изменений пришла в Чечню, где такие машины использовали и используют подразделения Министерства обороны, МВД, Федеральной пограничной службы. Автомобили оснащаются крупнокалиберными пулемётами или установками ЗУ-23-2; для защиты водителя и десанта используются бронежилеты, мешки с песком, брёвна, снарядные ящики, броневые детали, снятые с подбитой или выработавшей ресурс техники. Нередко машины получают собственные имена: «Бизон», «Батяня», «Бешеный».
Помимо машин, переоборудованных с использованием подручных материалов, существуют комплекты заводского изготовления, при помощи которых серийный автомобиль может быть переоборудован без использования специального оборудования и без существенных переделок базовой машины; таким комплектом является, например, локальная защита производства ОАО «Муромское тепловозостроительное предприятие». Используются также серийные грузовики оснащенные бронированием в условиях завода-изготовителя или иного специализированного предприятия.
Бронированные автомобили продемонстрировали свою эффективность в условиях войны партизанского типа, характерного для вооружённого конфликта в Чеченской Республике. Описан случай, когда экипаж оснащенного бронезащитой «Урала» не только не понёс потерь от огня автоматов Калашникова, попав в ночную засаду на узкой улице, но и сумел уничтожить нападавших.

### Сирия
После начала в 2011 году войны в Сирии, бронированные машины кустарного производства используются подразделениями правительственных сил и антиправительственных вооружённых формирований.

### США

#### Война во Вьетнаме
Во время Войны во Вьетнаме в задачи Транспортного корпуса США входила доставка грузов из портов Куинён и Камрань на базы, расположенные вдали от побережья: Анкхе, Плейку и другие. Потребности американских войск были велики и колонны, состоявшие из двухсот грузовиков, не были редкостью. Такие огромные караваны были отличной целью для партизан НФОЮВ, организовавших засады в отдалённых районах.
Одним из подразделений, часто подвергавшимся таким нападениям, была 8-я Транспортная группа, базировавшаяся в Куинёне. Отрезок пути между Анкхе и перевалом Манг-Янг получил среди военнослужащих название «Аллеи Засад», поскольку инциденты на этом участке происходили практически ежедневно.
Действенная защита конвоев была практически невозможной, поскольку части военной полиции, в чьи задачи входило охранение колонн, не имели достаточных сил и средств для контроля сети дорог. Другие подразделения контролировали лишь отдельные участки дорог в районах своей дислокации. Таким образом, на большей части маршрута транспортные подразделения должны были обеспечивать свою безопасность самостоятельно. Поначалу для решения этой задачи использовались бронированные джипы, которые, однако, вскоре продемонстрировали свою недостаточную эффективность.
Во время нападения, произошедшего 2 сентября 1967 года, потери были особенно велики: погибло 7 водителей, было ранено 17 человек, уничтожено или повреждено 30 грузовиков. После этого для снижения уязвимости автомобильных колонн была внедрена тактика «усиленных конвоев», ключевым элементом обороны которых стал вооружённый грузовик — ган-трак. Базой для этой машины послужил 2,5-тонный грузовик, защищённый при помощи мешков с песком и вооружённый двумя 7,62-мм пулемётами M60. Усиленные конвои были небольшими, в колонне — не более 100 машин, 1 ган-трак на каждые 10 транспортных машин обеспечивал достаточную защищённость каравана. В случае, если колонна попадала в засаду, ган-траки должны были быстро выдвинуться к участку, подвергшемуся нападению и подавить противника огнём.
От защиты автомобиля при помощи мешков с песком вскоре пришлось отказаться, поскольку во время частых дождей песок впитывал много воды, что приводило к перетяжелению всего автомобиля. Мешки с песком были заменены броневыми плитами, снимавшимися с разбитой техники. Экипаж ган-трака состоял из водителя, двух пулемётчиков и командира, иногда в состав экипажа входил также гранатомётчик с с 40-мм ручным гранатомётом M79.
24 ноября 1967 года во время боя на «Аллее Засад», группе ган-траков удалось достаточно эффективно отразить нападение партизан. В ходе боя было потеряно 6 транспортных автомобилей, 4 вооружённых грузовика были уничтожены или повреждены, несколько человек было убито и ранено. Однако нападающая сторона была вынуждена отступить, потеряв 41 человека убитыми.
Хотя защищенность транспортных колонн возросла, нападения на караваны продолжались, что заставляло работать над улучшением конструкции вооружённых грузовиков.
Грузоподъёмность 2,5-тонных грузовиков была недостаточной: после установки брони и вооружения машина оказывалась перетяжелённой. Поэтому в дальнейшем для создания ган-траков стали использоваться пятитонные машины. Поскольку вооружённые грузовики представляли собой импровизации, созданные непосредственно в подразделениях, их конструкция и внешний вид были различными. Часто ган-траки получали колоритные собственные имена, которые большими буквами были написаны на бортах: «Босс разозлился», «Холодный пот», «Железная бабочка» или «Преисподняя».
Для вооружение грузовиков использовались различные системы: 7,62-мм пулемёты M60, 12,7-мм пулемёты Браунинг M2 и 7-62-мм многоствольные пулемёты M134. Помимо этого часто использовались 40-мм автоматические зенитные пушки «Бофорс» или 12,7-мм счетверённые зенитные пулемёты M45 Quadmount.
Источники оружия и броневых листов для ган-траков были различные, часто их снимали с повреждённой техники, которая перевозилась во время обратных рейсов в сторону побережья, иногда оружие и броня добывались в подразделениях южновьетнамской армии. Для обеспечения защиты от кумулятивных противотанковых ракет, некоторые ган-траки оснащались своего рода разнесённым бронированием: броневые листы размещались один за другим и соединялись между собой не вплотную, а с некоторым зазором. Были случаи, когда корпус бронетранспортёра М113 устанавливался на шасси пятитонного грузовика, что обеспечивало экипажу ган-трака защиту, близкую к защите, обеспечиваемой собственно бронетранспортёром.
Американские войска во Вьетнаме использовали ган-траки исключительно в оборонительных действиях: для охраны автомобильных колонн в движении и при организации караульной службы в местах расположения подразделений.
Ган-тракам были присущи многие недостатки. Дополнительный вес брони и вооружения вёл к повышенному расходу топлива во время эксплуатации машины, ресурс перегруженной ходовой части снижался, смонтированное на автомобиле дополнительное оборудование затрудняло доступ к узлам, подлежащим ремонту.
Штаты автомобильно-транспортных подразделений не предусматривали специально выделенных экипажей машин охранения, поэтому отвлечение военнослужащих в экипажи ган-траков создавало дефицит водителей транспортных автомашин.
Служба экипажей ган-трака расценивалась как важная, обеспечивающая безопасность всего подразделения, солдаты, составлявшие команды вооружённых грузовиков, пользовались уважением сослуживцев.
По различным оценкам, от 300 до 400 грузовиков были переоборудованы в ган-траки. Эти машины рассматривались как временное решение проблем обороны транспортных караванов, однако Транспортный Корпус не получал достаточного количества бронетранспортёров Кадиллак Коммандо V-100, предназначавшихся для использования при проводке колонн. Поэтому ган-траки использовались вплоть до вывода американских войск из Вьетнама в 1973 году. С окончанием Войны во Вьетнаме надобность в ган-траках исчезла. Большинство из них были либо отправлены на слом, либо превращены в обычные транспортные автомобили. Один из них, созданный на базе пятитонного трехосного грузовика M54 и названный «Eve of Destruction» («Грядёт разрушение») был восстановлен и экспонируется в Музее Транспортной службы Армии США в Форте Юстис, штат Виргиния.

#### Война в Ираке
Во время войны в Ираке нападение на караван вблизи Насирии, произошедшее в марте 2003 года продемонстрировало уязвимость транспортных колонн: 12 американских военнослужащих было убито, пятеро попали в плен, включая Джессику Линч, ставшую впоследствии известной в качестве героя войны. В дальнейшем транспортные колонны рассматривались иракскими партизанами как «лёгкие цели» и неоднократно подвергались нападениям. Это привело к тому, что ган-траки вновь нашли своё применение. Первые образцы ган-траков, смонтированные на базе пятитонных грузовиков M939 появились в августе 2003 года.
В апреле 2004 года руководители 375-й транспортной группы Резерва Армии США и 812-го транспортного батальона организовали временное подразделение — 518-ю роту ган-траков. Рота получила 35 армейских вездеходов HMMWV и пять грузовиков M939, которые были переоборудованы и оснащены бронезащитой и 12,7-мм пулемётами Браунинг М2. Поскольку многие подразделения Резерва Армии США и Национальной гвардии самостоятельно проводили реорганизацию своих систем охраны транспортных колонн, специальная рота ган-траков была признана ненужной, и подразделение было расформировано в апреле 2005 года
Использование импровизированных боевых машин, построенных собственными силами подразделений, дало повод критиковать администрацию Джорджа Буша младшего за отсутствие у армии необходимой техники. Конгрессмен Дункан Хантер (англ. Duncan Hunter), председатель Военной комиссии Палаты представителей Конгресса США, выдвинул предложение начать производство стандартизованных ган-траков. Идея встретила сопротивление некоторых высших офицеров.
Тем не менее, предложение конгрессмена было принято, и в Ливерморской национальной лаборатории был спроектирован бронированный корпус, получивший в честь инициатора разработки неофициальное прозвище «Ящик Хантера» (англ. Hunter Box; также может быть переведено как «охотничий домик»). В ходе разработок использовался опыт Вьетнамской войны. «Ящик Хантера» предназначен для установки на шасси пятитонного грузовика. В конструкции корпуса использованы броневая сталь, композиционные материалы, пуленепробиваемое стекло, переоборудованная машина оснащается двумя или четырьмя крупнокалиберными пулемётами.
Опытный экземпляр был собран в марте 2004 года и прибыл в Ирак в июле 2004 года, после чего началось мелкосерийное производство: к июлю 2005 года было изготовлено 35 «ящиков». К сентябрю 2007 года было произведено 100 комплектов для переоборудования автомобилей для контингента в Ираке и 18 — для использования в Афганистане. «Ящики Хантера» получили признание в армии. Некоторые военные специалисты критикуют их за недостаточную защиту от поражения сверху, указывается, что автомобили, оснащенные этими комплектами, становятся неустойчивыми, однако в ходе боевого применения эти недостатки не проявились как существенные.
Комплекты дополнительного бронирования производятся также и для стандартных вездеходов HMMWV. Военнослужащие приветствуют увеличение защищенности машины, однако дополнительный вес отрицательно сказывается на динамических и скоростных характеристиках переоборудованного HMMWV, манёвренность которого уступает манёвренности транспортных средств партизан.

### Украина
В ходе конфликта на востоке Украины (2014 г.) бронированные машины кустарного производства используются подразделениями правительственных сил (в частности, добровольческими батальонами «Азов» и «Николаев») и силами поддерживаемыми РФ.

## В популярной культуре

### Кино
- Фильм Безумный Макс-2. По сюжету фильма община людей перебирается из района захваченного бандитами, в другое место. В качестве боевого транспортного средства используется тягач с цистерной, который был частично бронирован, оборудован таранным бампером, на прицепе находились несколько вооружённых бойцов.
- Такой же тягач, а также грузовик с импровизированной бронёй и огнемётом на крыше используются группой выживших под руководством Клэр Рэдфилд в фильме «Обитель зла 3».

### Телевидение
- Постройка различных импровизированных броневиков на шасси гражданского транспорта — частый сюжет сериала «Команда «А»».

### Компьютерные и настольные игры
- Вооружённый грузовик — неотъемлемая часть армий и быта расы орков в вымышленной вселенной Warhammer 40,000.
  - Различные варианты вооружённых грузовиков повсеместно используются армией орков в настольных играх Warhammer 40,000 и Epic 40,000.
  - Различные варианты вооружённых грузовиков повсеместно используются армией орков в компьютерной игре Warhammer Epic 40,000: Final Liberation.
  - Юнит бронегрузовик[18] используется армией орков в компьютерных играх серии Warhammer 40,000: Dawn of War.
- Ган-траки обычно представлены в большинстве шутеров и стратегий реального времени, если в них фигурирует какая-либо повстанческая или партизанская организация (примеры — «Техникал» из «Command and Conquer: Generals», пикапы с пулемётами или гранатомётами из ArmA II).